# Искусственные руины

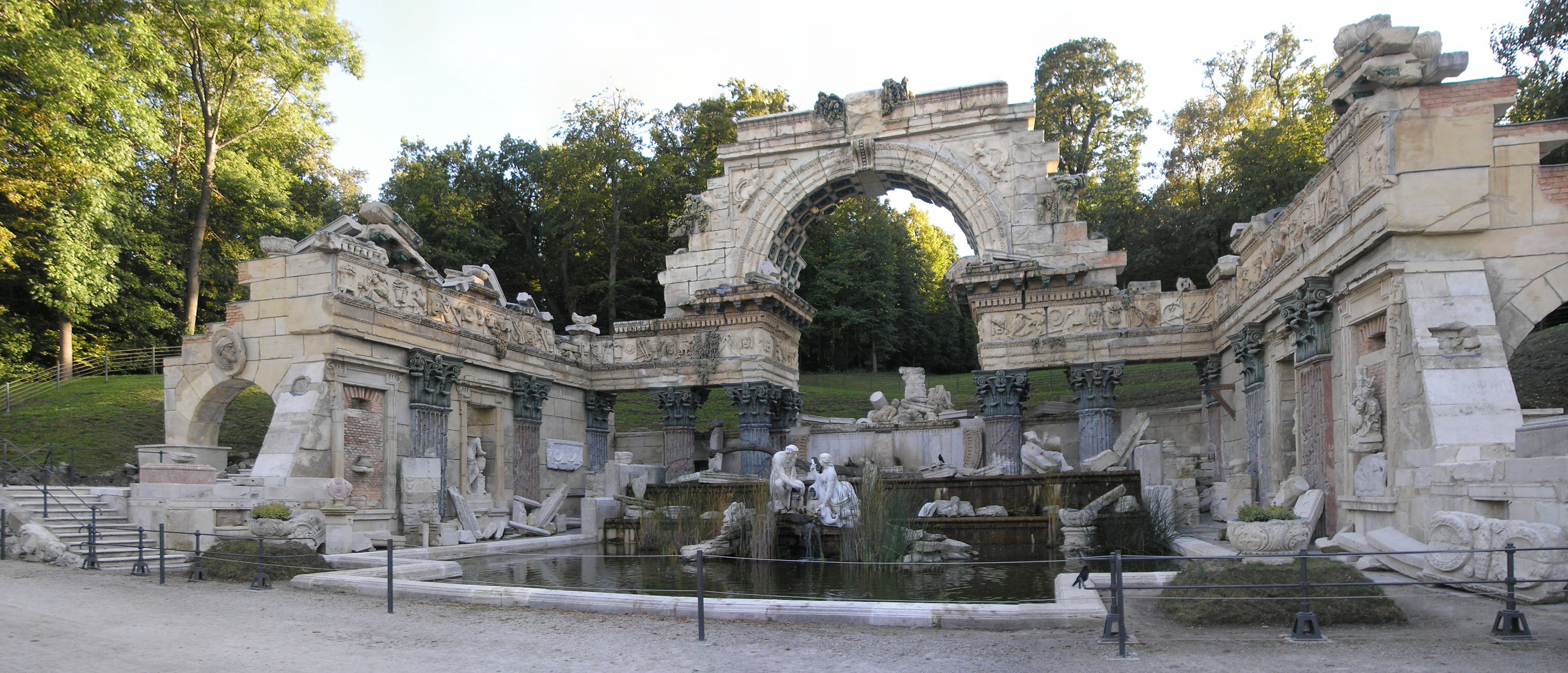
Шёнбрунн, Австрия, «Римские руины», спроектированные фон Гогенбергом и возведенные в 1778 году. Проект основан на гравюрах Пиранези руин римских храма Веспасиана и арки Тита. Первоначальное название «Руины Карфагена»

Искусственные руины, или романтические руины, — имитация древних руин в европейских ландшафтных парках и усадьбах знати XVIII—XIX веков. Руины строились для эстетизации разрушения временем; рукотворные руины были призваны вызывать у наблюдателя меланхолическое и романтическое настроение.

## Символизм и эстетизация руин
Руины в усадьбах и парках были призваны побуждать созерцателей к размышлению о влиянии времени и бренности человеческой жизни. Эстетизация разрушения временем прочных каменных сооружений как визуальный фактор, была призвана способствовать меланхолическому и романтическому настроению у наблюдателя.
Как писал английский писатель XVIII века Томас Уотли в своём популярном справочнике по поэтике английских садов, «при виде руин естественным образом приходят на ум мысли об изменчивости, разрушении и опустошении, а за ними тянется и длинная вереница других образов, слегка окрашенных меланхолией, которую внушают развалины».
В Западной Европе руины начинают воспринимать именно как руины и сохранять в этом качестве в эпоху Возрождения. В эпоху Просвещения руины приобрели особую ценность, и начали наделяться самыми разными свойствами и функциями — историческими, психологическими, политическими и философскими. Появилось стремление сохранять руины для поддержания чувства цельности и связности истории, как знаки великого прошлого. В западных обществах руины играли важную роль в консолидации национальной идентичности. Философы, от Дени Дидро до Жана Бодрийяра, начали обращать внимание на значимость развалин и пытались раскрыть секрет притягательности руин.
Дидро считал, что полезность руин состоит в том, что они стимулируют желание и создают субъективность, которая сдерживает общество. Руины говорят о великом равенстве всего сущего перед смертью, но при этом позволяют человеку «почувствовать себя более одиноким», балансируя на самом краю «потока», который «увлекает народы один за другим в бездну, общую для всех». Дидро утверждал, что руины возвращают нас к нашим склонностям, по мере того как время и смерть оспаривают значение сообществ и народов.
Немецкий философ Георг Зиммель тоже участвовал в прославлении руин. В своем знаменитом эссе 1907 года «Руина: эстетический опыт» Зиммель писал о примиряющем по сути воздействии руин на человека и о том, что руина парадоксальным образом является окном в будущее, показывая, что предмет, который превратился в руину, продолжает существовать и развиваться даже после того, как подвергся «насилию, которое дух совершил над ним, формируя его по своему образу». Зиммель считал, что руины — это не синоним разложения, потому что они создают «новую форму» и «новый смысл».

## История

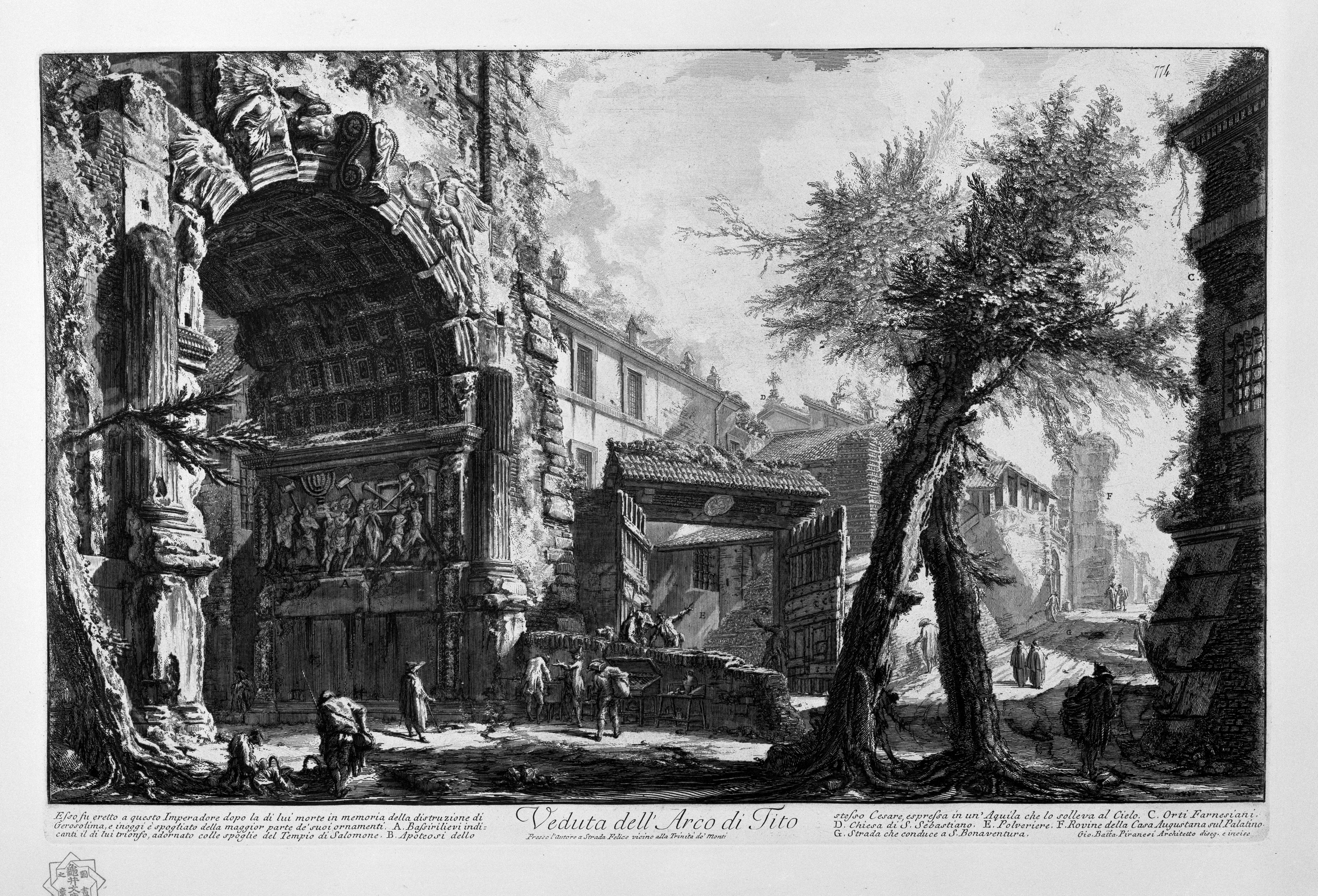
Арка Тита, гравюра Пиранези. Послужила натурой для искусственных «Римских руин» в Шёнбрунне

Декоративные искусственные руины появились во второй половине XVIII века в ландшафтных парках Англии и Франции в качестве архитектурных капризов и не выходили из моды весь XIX век; иногда романтические руины со временем сами превращались в значимые артефакты. Кроме Англии и Франции романтические руины были распространены в Германии, Бельгии, Польше, Австрии, Швеции, Норвегии, Дании, России и Нидерландах, были призваны привлекать интерес к частным усадьбам и паркам и размещались так, чтобы привлекать внимание посетителей во время прогулок. Романтические руины сильно отличались по стилю, форме и выбору материала, наиболее часто они строились в виде руин древнеримских зданий и храмов, средневековых замков, башен, триумфальных арок, готических аббатств, павильонов и даже мельниц, кузниц и прочих утилитарных построек.
Мода на руины началась с открытия Геркуланума в 1738 году и Помпей в 1748 году, после чего по всей Европе стали производиться раскопки и исследования древних объектов. Хорошо сохранившиеся в Италии античные здания с расчищенными фресками стали частью европейского культурного кода: Помпеи стали обязательным пунктом в Гран-туре по Европе. Неоклассицизм придал греко-римским древностям статус эстетического канона, и потому руины, в особенности
хорошо сохранившиеся, пополнили список образцов для подражания. Гравюры Пиранези подчеркивали различие между величественными античными сооружениями и утилитарной архитектурой современности; тем самым художник символично свысока судил о культуре настоящего.
Руины стали объектом натуры для многих художников того времени. Пейзажи, изображавшие ведуты Римской Кампаньи, вдохновляли Николя Пуссена и Клода Лоррена, которые помещали мифологические сюжеты в римский пасторальный пейзаж. Художники передавали живописное родство руин и ландшафта, идеализировали природу и наделяли её сущностными смыслами.

Руины, построенные по приказу Фридриха Великого в 1748 году на холме Руйненберг, Сан-Суси, Потсдам
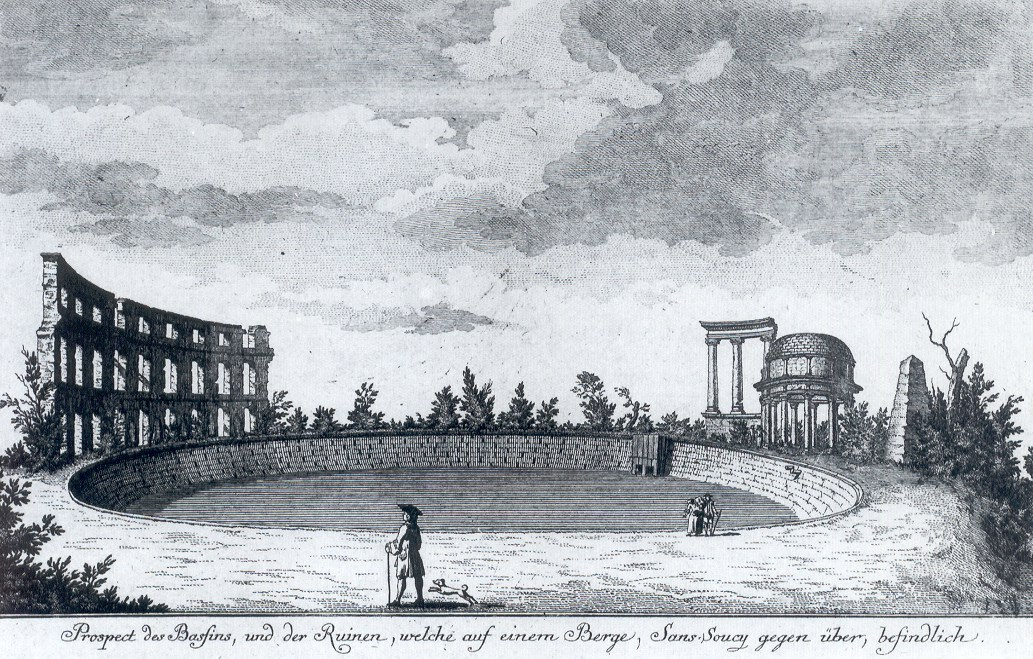
Гравюра Иоганна Фридриха Шлейлена, 1775
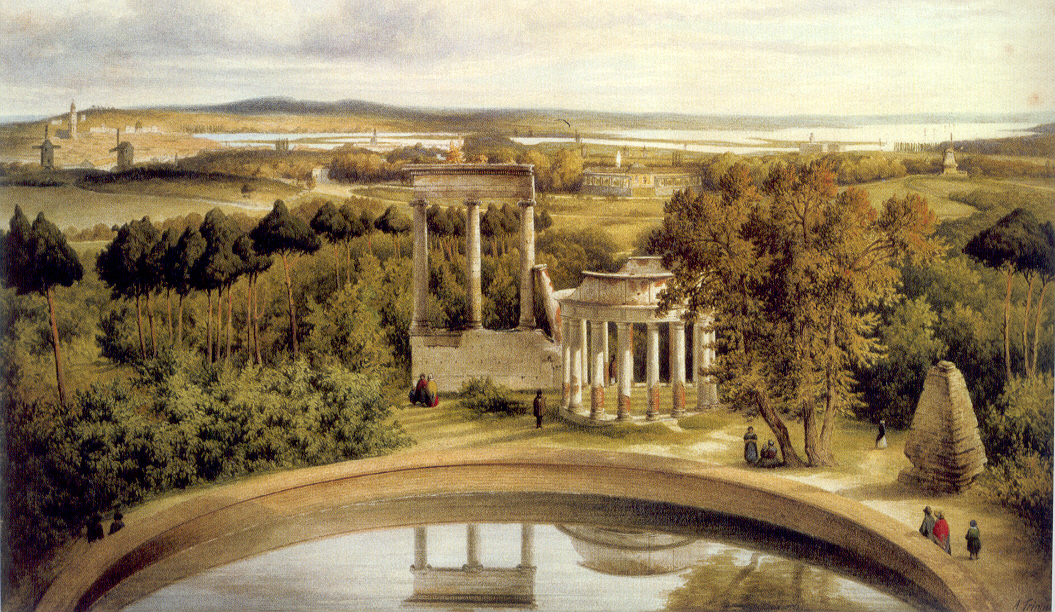
Акварель Альберта Людвига Триппеля, ок. 1845
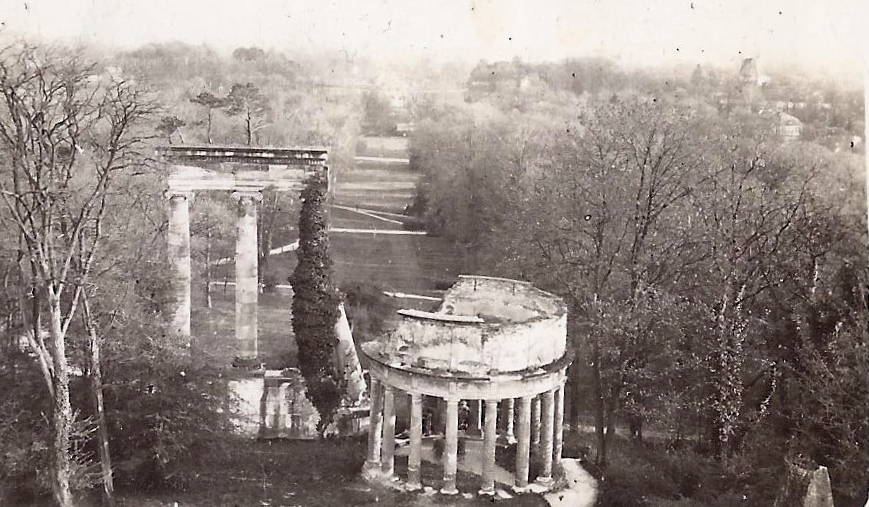
В 1930 году
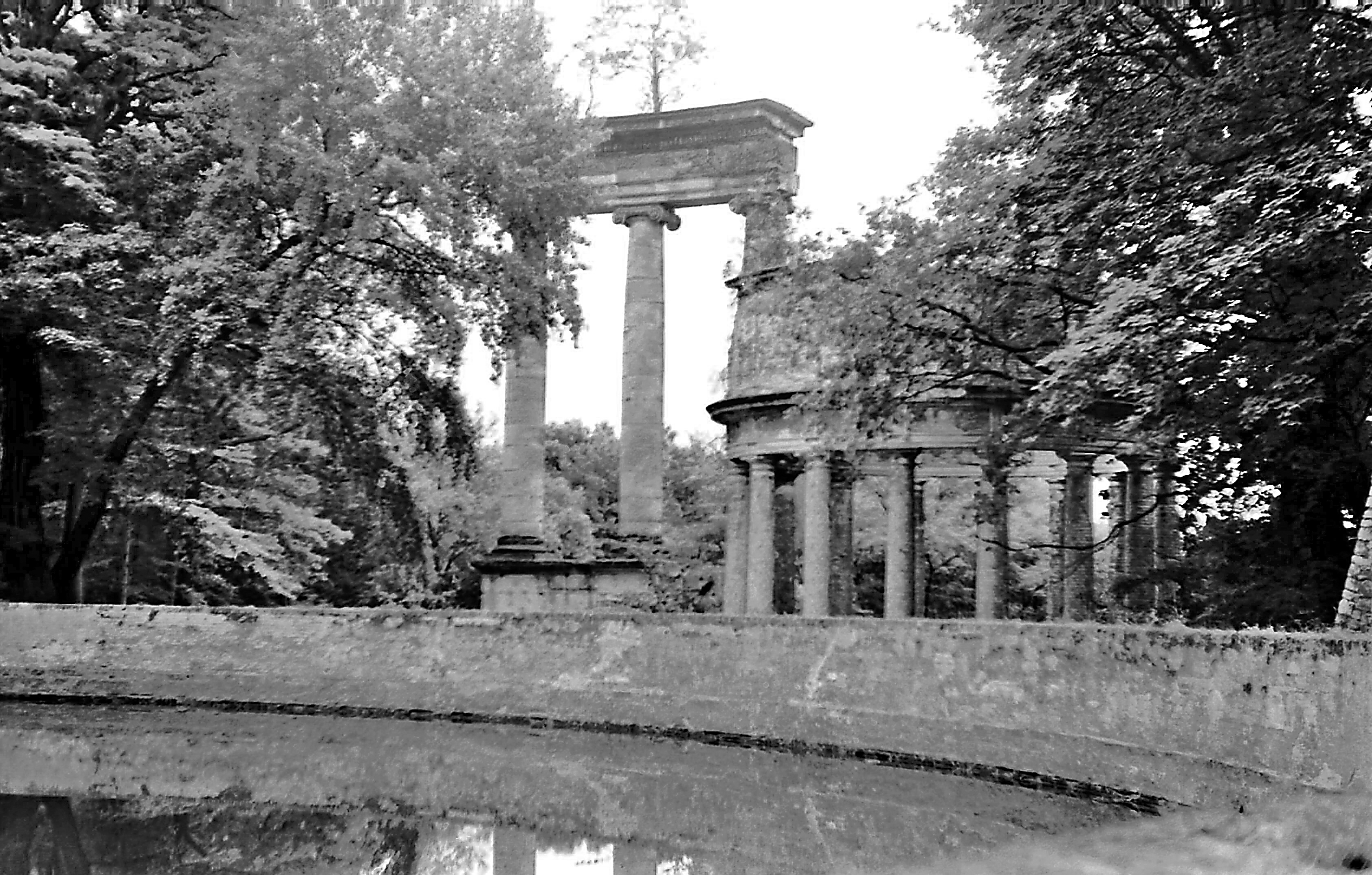
В 1971 году
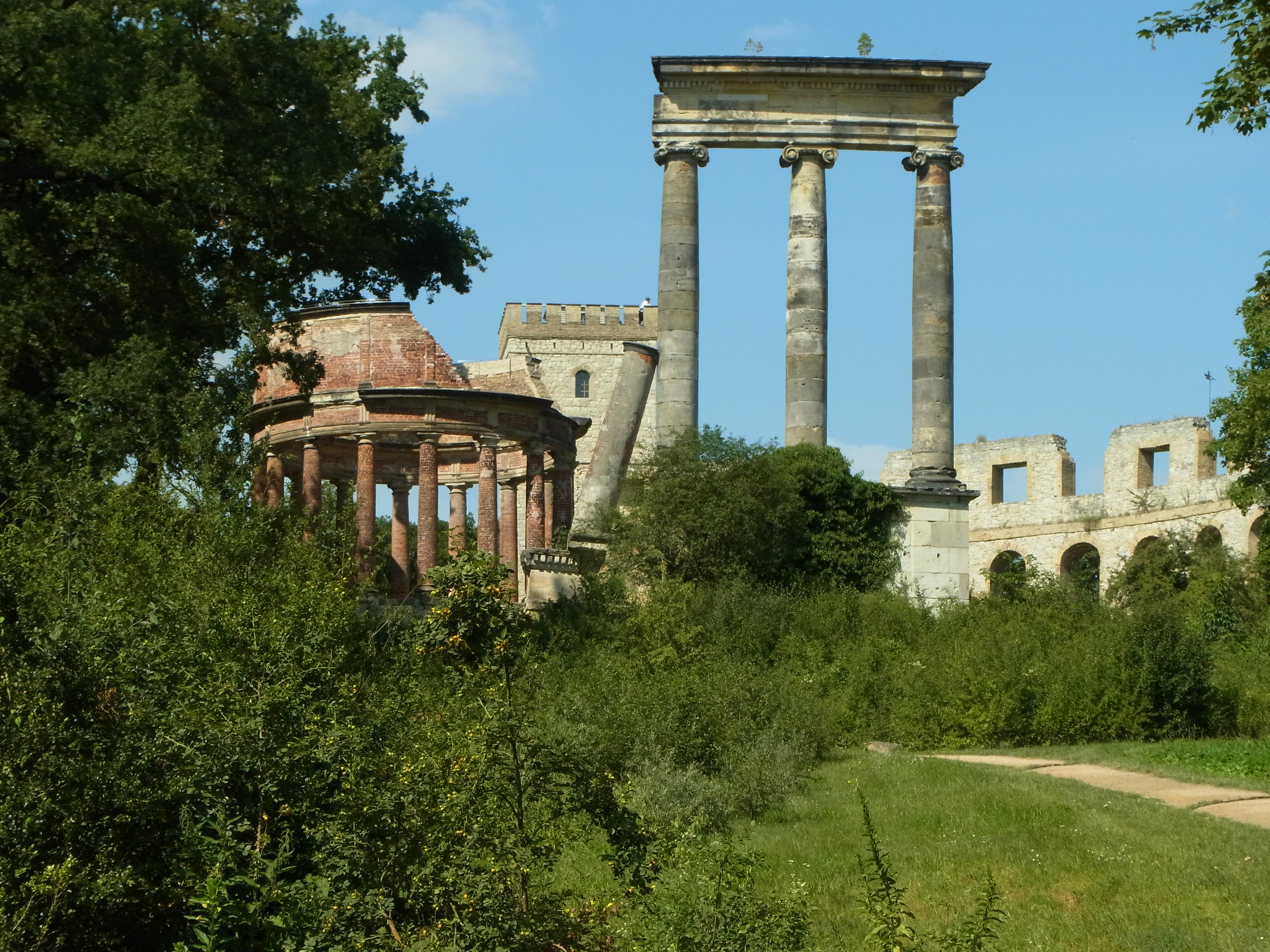
В 2015 году

### В Российской империи

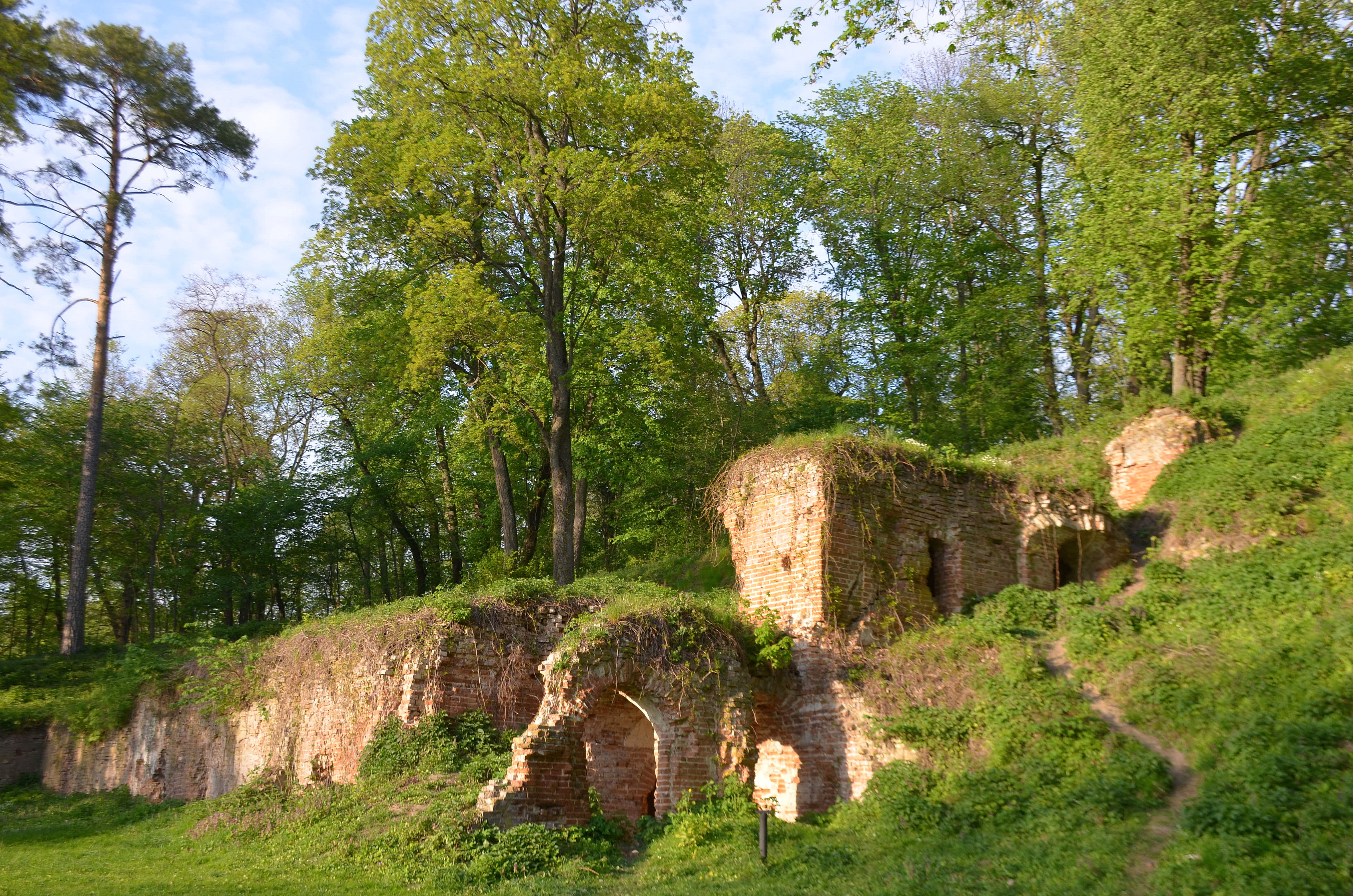
Романтические руины в усадьбе Качановка графа Румянцева-Задунайского

Во второй половине XVIII века среди знати и богатых людей Российской империи возникла мода на древности. Однако именно с руинами по целому ряду причин в Российской империи была проблема — их не было. Собственных античных руин империя попросту не имела (по крайней мере, до завоевания Крыма в 1783 году), средневековых каменных построек было немного, их поддерживали в рабочем состоянии, и каменные руины вплоть до наступления новых времён в стране практически отсутствовали. Что касается церковных построек, то средневековые деревянные церкви не могли превратиться в эстетически впечатляющие развалины, каменных церковных построек было немного, и к тому же они постоянно подвергались перестройкам. Учитывая обстоятельства, руины пришлось строить.
Первым заказчиком возведения руин в России была Екатерина II. В 1771 году Екатерина II заказывает архитектору Георгу Фельтену в честь победы над Оттоманской империей «Башню-руину» — аллегорический павильон в форме руинированной башни с крепостной стеной. В 1785—1786 годах архитектор Джакомо Кваренги прибавил к ландшафту парка «Кухню-руину», возведенную из подлинных римских камней и украшенную барельефами работы Кончецио Альбани.
Правившие после Екатерины II российские императоры, а также многие члены царской семьи и аристократы, по её примеру начали в своих парках и усадьбах тоже строить руины. Среди наиболее заметных — руины в Павловске, Гатчине, Ораниенбауме, в Архангельском, Кускове и Царицыно. Колоннада Аполлона в Павловске частично разрушилась в 1817 году, но было решено, что это только улучшило руину, и колоннаду решили не ремонтировать.